# Vlie
Il Vlie o Vliestroom è la via d'acqua tra le isole dei Paesi Bassi di Vlieland, a sud-ovest, e Terschelling, a nord-est. In epoca medievale il Vlie era l'estuario del fiume IJssel.
Si è sempre creduto che l'antico nome romano del lago che più tardi sarebbe divenuto il Zuiderzee, il Lacus Flevo, fosse etimologicamente legato al nome Vlie e che addirittura probabilmente Vlie fu il nome dell'intero lago e del grande fiume che lo attraversava. Nel corso del XIII secolo diversi alluvioni allargarono l'estuario e distrussero gran parte delle terre a monte dell'estuario stesso, creando una superficie continua di sabbia e distese fangose tra il mare ed il lago interno e facendo sparire il letto del fiume.
Nel 1666, durante la seconda guerra anglo-olandese, l'ammiraglio inglese Robert Holmes affondò una flotta di 130 navi mercantili olandesi (Spedizione di Vliestroom, conosciuta anche in inglese come Holmes's Bonfire), che si erano rifugiate nel Vlie, supponendo erroneamente che gli inglesi non sarebbero stati in grado di raggiungerle attraverso gli insidiosi banchi di sabbia caratteristici della zona.
Il completamento, nel 1933, della grande diga Afsluitdijk, ha modificato l'idrologia e la morfologia della zona, causando un incremento del 19% della velocità delle correnti nel Vlie.